# Arlecchino oder Die Fenster
Arlecchino oder Die Fenster ist ein theatralisches Capriccio in einem Aufzug von Ferruccio Busoni.

## Entstehung
Nach der Premiere von „Die Brautwahl“ am 13. April 1912 in Hamburg kehrte Busoni zunächst nach Berlin zurück. Am 22. April brach er zu einer Konzerttour nach Italien auf, die ihn nach Bergamo, Mailand, Bologna, Florenz und Rom führte. In Bologna besuchte er die Aufführung einer alten Commedia dell’arte aus dem Jahre 1692 „L’inutile precauzione“. Kurz darauf sah er in einem römischen Marionettentheater die Burletta per musica „L’occasione fa il ladro“ von Gioachino Rossini. Nach dem Besuch dieser beiden Aufführungen entstand die Idee zu seinem Arlecchino.
Im September 1913 und im Frühjahr 1914 entstanden in Italien die ersten Entwürfe zum Libretto, dessen ursprünglicher Untertitel „Eine Marionetten-Tragödie mit Musik“ lautete. Die endgültige Fassung entstand im Oktober 1914 in Berlin nach Ausbruch des Krieges, und am 10. November begann Busoni mit der Arbeit an der Komposition. Diese Arbeit wurde bereits im Dezember unterbrochen, weil der Komponist Vorbereitungen für eine Konzerttournee in die Vereinigten Staaten zu treffen hatte. Dort benutzte er die Skizzen für das Rondo arlecchineso.
Zurückgekehrt aus Amerika, nahm er im Dezember 1915 in Zürich die Arbeit an der Oper wieder auf und konnte sie dort am 7. August 1916 abschließen.
Weil der Einakter nicht abendfüllend war, entschloss sich Busoni, eine zweite Oper („Turandot“) zu schreiben, die am 11. Mai 1917 gemeinsam mit Arlecchino unter der Leitung des Komponisten zur Uraufführung im Stadttheater Zürich kam. Regie führte Hans Rogorsch, das Bühnenbild stammte von Albert Isler.
Bis 1928 wurde Arlecchino im deutschsprachigen Raum etwa zehnmal inszeniert, seither nur vereinzelt. Einstudierungen des Werkes erfolgten 1940 in Venedig, 1952 in New York und 1954 in Glyndebourne. Die Oper erscheint seit den 1960er Jahren wieder auf den Spielplänen, wie etwa 1966 in der Deutschen Oper Berlin, 1969 in Amsterdam, 1976 in Wiesbaden, 1977 in Kiel, 1978 in der Wiener Kammeroper oder 1979 im Theater Oberhausen. Eine konzertante Aufführung unter Gary Bertini mit Christoph Bantzer in der Titelrolle gab es bei den Berliner Festwochen 1984.

## Instrumentation
2 Flöten (2. auch Piccoloflöte), 2 Oboen (2. auch Englischhorn), 2 Klarinetten, 2 Fagotte, 3 Hörner, 2 Trompeten, 3 Posaunen, Pauken, Schlagzeug (2 Spieler: Glockenspiel, Triangel, kleine Trommel, Militärtrommel, Becken, große Trommel, Tamtam), Celesta, Streicher
Bühnenmusik: 2 Trompeten, Pauken

## Handlung
Die einaktige Nummernoper ist in vier Sätze, bestehend aus insgesamt neun Nummern, unterteilt, die ohne Veränderung des Bühnenbildes und ohne Unterbrechung aufeinander folgen. Arlecchinos erster Auftritt und das Finale finden auf der Vorbühne vor geschlossenem Vorhang statt.

### 1. Satz
Arlecchino als Schalk
Der Schneidermeister Matteo, ein weltfremder Träumer, sitzt vor der Tür seines Hauses an einer gewundenen und bergigen Straße mit einem kleinen Platz in der oberen Stadt von Bergamo. Er lebt mehr mit Dante Alighieri als im realen Leben, und während er an einem Mantel näht, liest er eifrig und laut in der Divina Commedia, wobei ihm völlig entgeht, was in seinem Haus vorgeht.
Dort hat Arlecchino ein Stelldichein mit Matteos Frau Annunziata gehabt, und nun lauschen beide verstohlen aus einem Fenster den Begeisterungsausbrüchen des gehörnten Ehemannes. Arlecchino findet einen Ausweg aus der auf die Dauer peinlichen und komischen Situation: Er springt aus dem Fenster direkt vor Matteos Füße und schüchtert ihn völlig ein, indem er ihn glauben macht, die „Barbaren“ stünden vor den Stadttoren. Nachdem er sich des Hausschlüssels bemächtigt hat, stößt er den verdutzten Schneider ins Haus, versperrt die Tür und entschwindet.
Dottore und Abbate kommen daher und sind in ein Gespräch vertieft, in dem sie gegenseitig ihre Berufe verhöhnen. Sie erfahren von Matteo von den „Barbaren“ und begeben sich in die Weinstube, um nicht handeln zu müssen.

### 2. Satz
Arlecchino als Kriegsmann
Arlecchino kehrt in Begleitung von zwei Sbirren und als Offizier verkleidet zurück, um Matteo zu rekrutieren, um damit sich und seiner Liebsten den Weg freizumachen.

### 3. Satz
Arlecchino als Ehemann
Kaum ist Matteo entfernt, wird Arlecchino von seiner Frau Colombina bei seinem galanten Abenteuer mit Annunziata gestört. Es gelingt ihm, ihr listig zu entkommen, während Colombina Ersatz und Trost bei Cavaliere Leandro findet. Arlecchino kehrt zurück und überblickt sofort die Situation. Er geleitet seine Frau in die Weinstube und sticht den Nebenbuhler im Duell nieder. Er verschwindet in Matteos Haus, nachdem er laut „Mord!“ gerufen hat.

### 4. Satz
Arlecchino als Sieger
Der Dottore und Abbate kommen gemeinsam mit Colombina aus der Weinstube, und die angeheiterten Herren stolpern über den vermeintlich toten Cavaliere. Vom Fenster aus beobachten Matteos Nachbarn, durch den Lärm aufmerksam geworden, das Geschehen. Der Abbate bittet sie um Hilfe, aber einer nach dem anderen zieht sich zurück. Mit einem Eselswagen, auf dem auch der Dottore, Abbate und Colombina Platz genommen haben, wird Leonardo abtransportiert.
Für Arlecchino ist der Weg frei, und er macht sich mit Annunziata davon. Matteo, der verwirrt aus einem Krieg heimkehrt, der nie stattgefunden hat, findet daheim eine Nachricht von seiner Frau vor, sie sei zur Vesper gegangen. Er versteht die Welt nicht mehr, holt seinen Dante hervor und vertieft sich, während er auf Annunziata wartet, neuerlich in die Commedia.
Der Vorhang schließt sich, und Arlecchino verabschiedet sich vor dem Vorhang vom Publikum mit einem Kommentar des Geschehens.

## Konzeption
In den Annalen der Oper ist Arlecchino eine einzigartige Ausnahme, weil die Titelrolle eine Sprechrolle ist. Nur im ersten Satz singt Arlecchino hinter der Bühne ein einziges „Liedchen“. Auch der sprechende und sichtbare Arlecchino steht über der Handlung, weil er nicht nur die Hauptperson der von ihm inszenierten Musikkomödie ist, sondern darüber hinaus auch der die Handlung kommentierende Räsoneur, der mit Idealen wie Recht, Soldatentum, Treue und Vaterland Spott treibt. Damit wird er zum Sprachrohr des Komponisten.
Die Verbindung von spielerischem Ernst mit bitterem Scherz ist charakteristisch für das Libretto. Gleichzeitig ist das Werk, mit Ausnahme eines Capriccios im Sinne einer »leichten Verspottung des Lebens und auch der Bühne« eine Satire, in der Egoismus, Krieg und Nationalismus angeprangert werden. In der Handlung ist der Bezug zur Aktualität des Ersten Weltkrieges ständig präsent, wie etwa durch die „Barbaren“, die vor den Stadttoren stehen.